# Гайбах (река)
Гайбах (нем. Gaybach) — река в Германии, протекает по земле Рейнланд-Пфальц. Левый приток Зауэра.
Гайбах берёт начало около населённого пункта Хюттен. Течёт в южном направлении по территории Немецко-Люксембургского Природного парка. Впадает в Зауэр ниже населённого пункта Валлендорф.
Высота истока составляет 488 м, высота устья — 172 м. Площадь бассейна реки составляет 84,524 км². Общая длина реки 23,23 км.
Речной индекс 26272. 